# Tout ce qu'il me reste de la révolution
Pour plus de détails, voir Fiche technique et Distribution.
Tout ce qu'il me reste de la révolution est un film français réalisé par Judith Davis, sorti en 2018.

## Synopsis
Angèle, jeune urbaniste récemment licenciée par ses patrons de gauche reconvertis sans l'avouer à l'économie de marché, profite de son temps libéré pour militer en compagnie de sa copine sculptrice Léonor. Happening devant une agence de Pôle Emploi, intervention poétique dans une banque, création d'un groupe de parole, elle essaie, épaulée par son amie, tout ce qui, à petite échelle, pourrait commencer à changer le monde. Sans grand résultat. Il faut dire qu'elle est la fille d'un couple d'anciens soixante-huitards et qu'elle s'accroche désespérément aux idéaux de la famille. Même si Simon, son père, ne vit plus que dans le souvenir.
Quand bien même sa sœur Noutka a renié ses convictions humanistes en épousant les idées ultra-libérales de son mari Stéphane, consultant en marketing sans état d'âme. Quoique Diane, sa mère, ait tout laissé tomber y compris sa famille pour aller vivre au milieu de nulle part en Ardèche. Dur, dur pour Angèle. Il n'est pas jusqu'à l'apparition dans sa vie de Saïd, un directeur d'école primaire sympathiquement fantasque et tendrement poète, qui n'aille sans lui compliquer les choses, elle qui ne se sent pas prête pour la romance. Jusqu'au jour où, au cours d'un repas qu'elle partage avec Saïd et son père, une nouvelle inattendue vient bouleverser ce qu'il lui reste de certitudes.

## Fiche technique
- Titre original : Tout ce qu'il me reste de la révolution
- Réalisation : Judith Davis
- Scénario : Judith Davis et Cécile Vargaftig
- Musique : Julien Omé, Boris Boublil
- Photographie : Émilie Noblet
- Montage : Clémence Carré
- Son : Jean-Barthélémy Velay
- Décors : Aurore Casalis
- Production : Patrick Sobelman, Marine Arrighi de Casanova
- Sociétés de production : Agat Films & Cie, Apsara Films ; SOFICA : Sofitvciné 5
- Société de distribution : UFO Distribution
- Pays de production :  France
- Langue originale : français
- Genre : comédie
- Durée : 88 minutes
- Dates de sortie :
  - France : 22 août 2018 (Festival du film francophone d'Angoulême)[1] ; 6 février 2019 (sortie nationale)

## Distribution
- Judith Davis : Angèle, jeune urbaniste qui tente de prolonger l'esprit de 68 dans la start-up nation
- Malik Zidi : Saïd, directeur d'école non conventionnelle qui s'éprend d'Angèle
- Claire Dumas : Léonor Chergui, copine sculptrice d'Angèle, qui milite avec elle
- Simon Bakhouche : Simon, père d'Angèle, ancien soixante-huitard qui ne vit plus que dans la nostalgie de son engagement passé
- Mélanie Bestel : Noutka, sœur d'Angèle qui adhère à présent aux diktats de l'ultra libéralisme
- Nadir Legrand : Stéphane, mari de Noutka, consultant en marketing sans états d'âme
- Mireille Perrier : Diane Sorel, mère d'Angèle et de Noutka, a quitté le foyer il y a quinze ans
- Yasin Houicha : Steeve, jeune employé de banque membre du groupe de parole
- Patrick Belland : Pat, membre du groupe de parole
- Samira Sedira : Samira, préparatrice en pharmacie, membre du groupe de parole
- Slim El Hedli : Slim, éducateur à Belleville, membre du groupe de parole
- Émilie Caen : Annabel, ex-employeuse d'Angèle
- Jean-Claude Leguay : Vincent, ex-prof puis employeur d'Angèle
- Mathilde Braure : Henriette, secrétaire d'Annabel et Vincent
- Malo Konaté : Timéo « Titi », fils de Stéphane et Noutka
- Maxence Tual : ami de Stéphane à la fête
- Samir Guesmi : Emmanuel, dentiste invité à la fête
- Jean-Noël Cnockaert : Jean-No, collaborateur de Noutka à la fête
- Pauline Bélier : mannequin à la séance photo
- Thomas Mora : autre mannequin à la séance photo
- Alexandre Courties : jeune élève
- Sophie Eng : jeune élève
- Léon Legrand : jeune élève

## Distinction

### Récompense
- Festival du film francophone d'Angoulême 2018 : Valois du Jury[2],[3]
- Vevey International Funny Film Festival 2019 : Prix du Public[4].